# Йшли селом партизани
Йшли селом партизани — сучасна українська повстанська пісня. 
Пісня оспівує боротьбу українських повстанців з іноземними загарбниками в період 1940-1950х років. 
Пісня написана в 1990х роках, в пам'ять про героїчну боротьбу українських повстанців з іноземними загарбниками. Автором слів пісні є Ярослав Нудик, автором музики є Сергій Самолюк із дуету «Курінь». Слова пісні «Йшли селом партизани» написані у 1987 році, коли Ярослав перебував в Білорусі, а музика вже у 1988.
В 2007 році пісня «Йшли селом партизани» увійшла до збірки пісень «За волю України. Повстанські пісні».
Пісня особливо популярна, на концертах пам'яті вояків української повстанської армії.